# Pol Moya
Pol Moya Betriu (Seo de Urgel, Lérida, España) es un corredor de media distancia andorrano compitiendo principalmente en el 800 metros. Representó a su país en el Campeonato Mundial de Atletismo en Pista Cubierta de 2016. Es el récord nacional en varias distancias.
Moya representó a Andorra en los Juegos Olímpicos de Río de Janeiro 2016, pero no se clasificó para la final. Fue el portabanderas de Andorra para las ceremonias de clausura.
Moya nació en Andorra de padres españoles. Estudia en la Universidad Politécnica de Cataluña.

## Récord de la competencia
| 2014 | Campeonato Mundial Juvenil               | Eugene, Estados Unidos   | 47 (h) | 800 metros         | 1:58.44 |
| 2015 | Campeonatos de Europa Júnior             | Eskilstuna, Suecia       | 26 (h) | 800 metros         | 1:56.04 |
| 2016 | Campeonatos del mundo en pista cubierta  | Portland, Estados Unidos | 14 (h) | 800 metros         | 1:54.19 |
| 2016 | Campeonato Europeo                       | Ámsterdam, Países Bajos  | 19 (h) | 800 metros         | 1:50.03 |
| 2016 | Juegos Olímpicos                         | Río de Janeiro, Brasil   | 37 (h) | 800 metros         | 1:48.88 |
| 2017 | Campeonato Europeo Indoor                | Belgrado, Serbia         | 19 (h) | 800 metros         | 1:50.88 |
| 2017 | Juegos de los Pequeños Estados de Europa | Serravalle, San Marino   | 3er    | 800 metros         | 1:50.72 |
| 2017 | Juegos de los Pequeños Estados de Europa | Serravalle, San Marino   | 2do    | 1500m              | 4:01.06 |
| 2017 | Campeonato de Europa Sub-23              | Bydgoszcz, Polonia       | 11 (h) | 800 metros         | 1:49.48 |
| 2017 | Campeonato Mundial                       | Londres, Reino Unido     | 37 (h) | 800 metros         | 1:49.06 |
| 2019 | Campeonato Europeo Indoor                | Glasgow, Reino Unido     | 33 (h) | 800 metros         | 1:53.21 |
| 2019 | Campeonato Mundial                       | Doha, Catar              | 37 (h) | 800 metros         | 1:48.52 |
| 2021 | Campeonato Europeo Indoor                | Toruń, Polonia           | 36 (h) | 800 metros         | 1:51.97 |
| 2021 | Juegos Olímpicos                         | Tokio, Japón             | 37 (h) | 800 metros         | 1:47,44 |
| 2022 | Campeonatos Iberoamericanos              | La Nucía, España         | 10 (h) | 800 metros         | 1:49.51 |
| 2022 | Campeonatos Iberoamericanos              | La Nucía, España         | 3er    | 1500m              | 3:44.64 |
| 2022 | Campeonatos Iberoamericanos              | La Nucía, España         | 6.º    | 4 relevos de 400 m | 3:26.02 |
| 2022 | Juegos Mediterráneos                     | Orán, Argelia            | 15 (h) | 800 metros         | 1:49.39 |
| 2022 | Juegos Mediterráneos                     | Orán, Argelia            | 5.º    | 1500 m             | 3:43.58 |